# Philippe Charzay
Philippe Charzay est un poète français né en Bretagne à Noyalo le 6 novembre 1941.

## Publications
- Poèmes à caresser, La Bartavelle, 1996
- Amers pour le silence, La Bartavelle, 1993
- Le Temps gomme ses échos, Guy Chambelland, 1989
- Les Galets de la nuit, Librairie Le Pont de l'Épée, 1982
- L'Homme aux pieds bleus, P.J. Oswald, 1971
- Epylle pour mes vingt ans, La Nouvelle Pléiade, 1962

## Pour approfondir